# Aue (Schmalkalden)
Aue (Ausspracheⓘ) ist ein Ortsteil der Stadt Schmalkalden im Landkreis Schmalkalden-Meiningen in Thüringen.

## Lage
Der Ortsteil Aue befindet sich am Westende der Stadt Schmalkalden, die in dem 500 Meter breiten, dicht besiedelten Tal in der Schmalkaldeaue bei 284 Meter über NN liegt. Verkehrsmäßig ist die Stadt über die Landesstraßen 1026 und 1118 sowie die Bundesstraße 19 angeschlossen.

## Geschichte
Aue bei Schmalkalden ist im Kloster Veßra am 18. Januar 1333 erstmals urkundlich genannt worden. Der Ort gehörte zum Amt Schmalkalden der hessischen Herrschaft Schmalkalden.
1597 wurde eine Frau – Catharina Peternell – in einem Hexenprozess verurteilt und verbrannt.
In den Unterlagen der ehemaligen Gemeinde werden dann mehrere spätere aktenkundliche Nachweise über die Entwicklung im Dorf gegeben. Am Beispiel von ausgewählten Daten ist Aufschluss über die gesellschaftliche Entwicklung möglich. 1585 lebten im Dorf 40 Personen, 1827 waren es 432, 1936 waren es 836 und 2012 804 Personen. Am 1. Januar 1957 wurde Aue aus der Gemeinde Mittelschmalkalden, der es seit dem 1. Juli 1950 angehörte, herausgelöst und nach Schmalkalden umgegliedert.

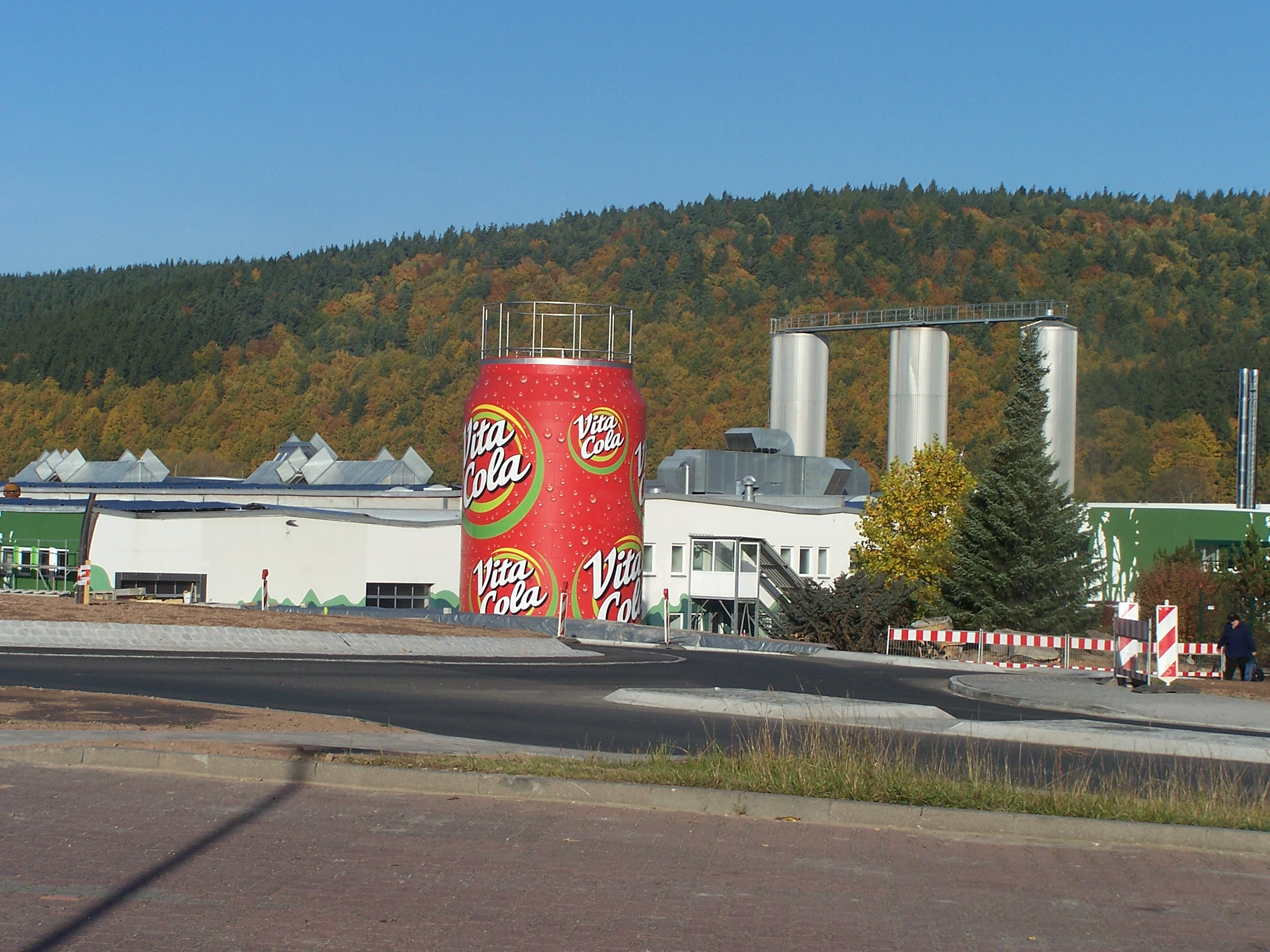
Die Firma Thüringer Waldquell GmbH in Aue